# فلوید وسترمن
فلوید وسترمن (انگلیسی: Floyd Westerman; ۱۷ اوت ۱۹۳۶ – ۱۳ دسامبر ۲۰۰۷) بازیگر، موسیقی‌دان اهل ایالات متحده آمریکا بود. او بین سال‌های ۱۹۸۸ تا ۲۰۰۷ میلادی فعالیت داشت. وسترمن نوازنده داکوتا سیوکس و فعال سیاسی بود. فلوید یک خواننده موسیقی کانتری بود و بعداً به بازیگری روی‌آورد و معمولاً نقش بزرگان بومی آمریکا را در فیلم‌ها و تلویزیون‌های آمریکایی به تصویر می‌کشید. او همچنین به عنوان فلوید آکا کانگی دوتا وسترمن («کلاغ سرخ») شهرت داشت. او به عنوان یک فعال سیاسی برای اهداف بومیان آمریکا سخنرانی می‌کرد و در راهپیمایی‌ها نیز شرکت داشت.
از فیلم‌ها یا برنامه‌های تلویزیونی که وی در آن نقش داشته است می‌توان به پرونده‌های ایکس، رأی‌دهندگان مردد، رقصنده با گرگها، واکر، رنجر تگزاس، شجاع، روزان، دارما و گرگ، درها، هیدالگو، یاغی‌ها و جغد خاکستری اشاره کرد.

## اوایل زندگی
او با نام فلوید وسترمن در منطقه حفاظت شده سرخپوستان دریاچه تراورس، محل زندگی سیستون واهپتون اویاتی، یک قبیله فدرال به رسمیت شناخته شده که یکی از قبایل فرعی بخش داکوتای شرقی قوم بزرگ سیوکس، واقع در ایالت داکوتای جنوبی ایالات متحده است، به دنیا آمد. نام بومی او کانگی دوتا در زبان داکوتا (که یکی از سه زبان سوانی مرتبط با قوم برزگ سیوکس است) به معنای «کلاغ سرخ» می‌باشد.
در سن ۱۰ سالگی، وسترمن به مدرسه شبانه‌روزی واهپتون فرستاده شد، جایی که برای اولین بار با دنیس بنکس (که در بزرگسالی رهبر جنبش سرخپوستان آمریکا شد) آشنا شد. در آنجا وسترمن و سایر کودکان مجبور شدند موهای بلند سنتی خود را کوتاه کنند و از صحبت به زبان مادری خود خودداری نمایند. این تجربه عمیقاً بر رشد وسترمن و کل زندگی او تأثیر گذاشت. در بزرگسالی، او میراث خود را بازیافت و به یک مدافع صریح برای حفظ فرهنگ بومی تبدیل شد.
وسترمن از دانشگاه ایالتی نورترن با مدرک کارشناسی (B.A) فارغ‌التحصیل شد. او قبل از روی‌آوردن به موسیقی کانتری دو سال در سپاه تفنگداران دریایی ایالات متحده آمریکا خدمت کرد.

## مرگ
وسترمن در ۱۳ دسامبر ۲۰۰۷ بر اثر عوارض سرطان خون در مرکز پزشکی سیدرز-ساینای در لس آنجلس درگذشت. از او همسرش رزی، چهار دختر و یک پسر به یادگار ماند.